# Janusz Lewandowski
Janusz Antoni Lewandowski (Lublino, 13 giugno 1951) è un politico polacco, commissario europeo per la programmazione finanziaria ed il bilancio nella Commissione Barroso II dal 2010 al 2014.

## Formazione e carriera professionale
Janusz Lewandowski si è laureato in economia all'università di Danzica, vi ha ottenuto anche un dottorato di ricerca e vi ha insegnato fino al 1984. Ha insegnato anche a Harvard e ha fondato l'Istituto di ricerca per l'economia di mercato a Danzica. Ha pubblicato un libro e ha collaborato con vari quotidiani e riviste, tra cui anche Newsweek.

## Carriera politica
Dal 1980 al 1989 Lewandowski è stato consigliere economico del movimento anticomunista Solidarność e nel 1988 è stato uno dei fondatori del Congresso liberal-democratico. È stato ministro della privatizzazione nei governi di Jan Krzysztof Bielecki (1990-1991) e di Hanna Suchocka (1992-1993) e in quanto tale ha gestito la fondazione della Borsa di Varsavia e il programma di privatizzazione di massa.
Nel 1993 perse il suo seggio parlamentare e dal 1994 al 1997 lavorò come consulente internazionale. Nel 1994 aderì al nuovo partito Unione della Libertà e nel 1997 venne eletto al Sejm nelle sue liste. Successivamente, assieme a Donald Tusk, diede luogo a una scissione dell'Unione della Libertà creando la Piattaforma Civica, riuscendo a essere rieletto al Sejm nel 2001.
Dal 2003 Lewandowski è stato osservatore polacco al Parlamento europeo. Nelle elezioni europee del 2004 è stato eletto nelle liste di Piattaforma Civica ed è entrato nel gruppo del Partito Popolare Europeo; è stato presidente della commissione parlamentare sui bilanci.
Dopo l'incarico nella Commissione europea, è stato rieletto nelle elezioni europee del 2014 nelle liste di Piattaforma Civica, entrando di nuovo a far parte del gruppo del Partito Popolare Europeo.